# 고창 선운사 도솔암 내원궁
선운사도솔암내원궁(禪雲寺兜率庵內院宮)은 전북특별자치도 고창군 도솔암에 있는 건축물이다. 1986년 9월 9일 전라북도의 문화재자료 제125호로 지정되었다.

## 개요
천인암(千仞岩)이라는 기암 절벽과 맑은 물이 흐르는 깊은 계곡 사이에 자리한 내원궁은 고통 받는 중생을 구원한다는 지장보살을 모신 곳으로, 상도솔암이라고도 부른다. 거대한 바위 위에 초석만을 세우고 만든 이 건물은 작은 규모이지만 매우 안정된 느낌을 준다. 이 내원궁은 통일신라 때부터 있었다는 말도 전하나, 현재의 건물은 조선 초기에 짓고 순조 17년(1817년)까지 몇 차례 보수한 것이다. 서쪽 암벽 밑에는 석불이 새겨져 있다.

## 같이 보기
- 선운사

## 참고 자료
- 선운사도솔암내원궁 - 국가유산청 국가유산포털